# Elisabet Gustafson
Elisabet Gustafson, född Johansson 2 maj 1964 i Umeå, är en svensk läkare och före detta curlare. Hon är numera bosatt i Uppsala. 
Elisabet Gustafson är den kvinnliga curlare som har flest VM-guld, 4 stycken.
Hon har även en olympisk bronsmedalj från Nagano 1998 samt ett flertal EM-medaljer. Efter en sjätteplats i OS 2002 beslutade Gustafson att avsluta sin karriär. 
Hennes lagkamrater var Katarina Nyberg, Louise Marmont, Elisabeth Persson och lagets namn var Lag Gustafson. Coach var Jan Strandlund.
Efter den aktiva karriären har hon bland annat varit verksam som expertkommentator på TV.
Elisabet Gustafson är gift med skridskoåkaren Tomas Gustafson. Hon arbetar som kirurg och kombinerade tidigare det med curlingkarriären.

## Källhänvisningar
1. 1 2 3  "Elisabet Gustafson". Sok.se. Läst 29 januari 2015.